# ژان-کلود لوکانت
ژان-کلود لوکانت (فرانسوی: Jean-Claude Lecante‎؛ زادهٔ ۱۲ نوامبر ۱۹۳۴) دوچرخه‌سوار اهل فرانسه است.
وی در مسابقات کشوری و بین‌المللی در مجموع برندهٔ ۱ مدال نقره شده‌است.